# Normandy (Schiff, 1989)
Die USS Normandy (CG-60) ist ein Lenkwaffenkreuzer der United States Navy und gehört der Ticonderoga-Klasse an. Sie wurde nach der Schlacht in der Normandie während des Zweiten Weltkrieges benannt.

## Geschichte
CG-60 wurde Ende 1984 bei Bath Iron Works in Auftrag gegeben und 1987 dort auf Kiel gelegt. Nach weniger als einem Jahr lief das Schiff vom Stapel und wurde Ende 1989 in den Dienst der US Navy übernommen.
Der erste Einsatz der Normandy führte sie als Geleitschutz für die America in den Zweiten Golfkrieg, in dem sie 26 Tomahawk-Marschflugkörper abfeuerte. Auch 1993 fuhr der Kreuzer, wieder an der Seite von America, in heiße Gewässer, im Rahmen der Operationen Provide Promise, Deny Flight und Sharp Guard fuhr sie in der Adria.
In den folgenden Jahren folgten regelmäßige Verlegungen ins Mittelmeer, den Atlantik und in den Persischen Golf, wo sie 1997 unter anderem an Operation Southern Watch teilnahm.
2002 fuhr die Normandy im Rahmen der Operation Enduring Freedom, 2005 dann zu Sicherungsoperationen im Persischen Golf. Im Mai 2007 übernahm die Normandy den Dienst als Flaggschiff der Standing NATO Maritime Group 1 von der Mahan, um mit der Gruppe eine Umrundung Afrikas vorzunehmen. Bei einer Hafenliegenzeit im September auf den Seychellen gab die Normandy den Flaggdienst an die Bainbridge ab.
2008 fuhr der Kreuzer Übungen mit dem britischen Flugzeugträger Ark Royal. Anfang 2010 wurde die Normandy eingesetzt, um den Opfern des schweren Erdbebens in Haiti zu helfen. Von ihrem Flugdeck starteten unter anderem Helikopter mit Hilfsgütern. Im Mai 2010 verlegte der Kreuzer an der Seite der Harry S. Truman.
Laut Jane’s Information Group sollte das Schiff im Fiskaljahr 2013 im Rahmen von Einsparungen außer Dienst gestellt werden. Im April 2015 wurde sie, neben dem Flugzeugträger Theodore Roosevelt, in das Arabische Meer vor den Jemen verlegt. Im Frühjahr 2018 führte das Schiff im Rahmen der Flugzeugträgerkampfgruppe der Harry S. Truman Übungsfahrten durch.